# Bachia blairi
Bachia blairi (бахія Блера) — вид ящірок родини гімнофтальмових (Gymnophthalmidae). Мешкає в Коста-Риці і Панамі. Вид названий на честь американського бізнесмена Генрі Стерлінга Блера.

## Поширення і екологія
Бахії Блера мешкають на півострові Оса на південному заході Коста-Рики, а також на крайньому заході Панами, біля кордону з Коста-Рикою. Вони живуть у вологих тропічних лісах, серед опалого листя. Зустрічаються на висоті від 2 до 40 м над рівнем моря.

## Збереження
МСОП класифікує стан збереження цього виду як близький до загрозливого. Bachia blairi загрожує знищення природного середовища.